# Marco Schönbächler
Marco Schönbächler (ur. 11 stycznia 1990 w Urdorfie) – szwajcarski piłkarz grający na pozycji prawego pomocnika. Jest zawodnikiem klubu FC Zürich.

## Kariera klubowa
Swoją karierę piłkarską Schönbächler rozpoczął w klubie FC Urdorf. Następnie podjął treningi w juniorach FC Zürich. W 2006 roku awansował do pierwszego zespołu FC Zürich. 10 lutego 2007 zadebiutował w szwajcarskiej Super League w zremisowanym 0:0 wyjazdowym meczu z Grasshoppers Zurych, gdy w 73. minucie zmienił Francileudo dos Santosa. 9 maja 2007 roku w wygranym 3:0 wyjazdowym meczu z FC Aarau strzelił swojego premierowego gola w Super League. W sezonie 2006/2007 wywalczył z FC Zürich swój pierwszy w karierze tytuł mistrza Szwajcarii. W sezonie 2008/2009 ponownie został mistrzem kraju. W sezonie 2010/2011 wywalczył wicemistrzostwo. W kwietniu 2014 zdobył Puchar Szwajcarii (nie wystąpił w wygranym 2:0 po dogrywce finale z FC Basel).
| Sezon   | Klub      | Kraj       | Rozgrywki    | Mecze | Gole |
| ------- | --------- | ---------- | ------------ | ----- | ---- |
| 2006/07 | FC Zürich | Szwajcaria | Super League | 11    | 1    |
| 2007/08 | FC Zürich | Szwajcaria | Super League | 15    | 2    |
| 2008/09 | FC Zürich | Szwajcaria | Super League | 13    | 0    |
| 2009/10 | FC Zürich | Szwajcaria | Super League | 21    | 3    |
| 2010/11 | FC Zürich | Szwajcaria | Super League | 29    | 5    |
| 2011/12 | FC Zürich | Szwajcaria | Super League | 23    | 0    |
| 2012/13 | FC Zürich | Szwajcaria | Super League | 30    | 6    |
| 2013/14 | FC Zürich | Szwajcaria | Super League | 30    | 3    |
| 2014/15 | FC Zürich | Szwajcaria | Super League | 19    | 3    |
| 2015/16 | FC Zürich | Szwajcaria | Super League |       |      |

## Kariera reprezentacyjna
Schönbächler grał w młodzieżowych reprezentacjach Szwajcarii. W 2009 roku wystąpił z reprezentacją U-19 na Mistrzostwach Europy U-19. W dorosłej reprezentacji Szwajcarii zadebiutował 15 listopada 2014 w wygranym 4:0 meczu eliminacji do Euro 2016 z Litwą, rozegranym w Sankt Gallen. W 83. minucie tego meczu zmienił Harisa Seferovicia.